# Schauspielschule Schauspielhaus Salzburg
Die Schauspielschule Schauspielhaus Salzburg ist eine private Theaterschule in Österreich.

## Geschichte
Die Geschichte der Schauspielschule Schauspielhaus Salzburg ist eng mit der des Schauspielhauses Salzburg verbunden. Dieses, 1958 noch unter dem Namen „Elisabethbühne“ gegründet, hat sich von einer Vereinigung engagierter Laiendarsteller unter der künstlerischen Leitung Georges Ourth zu einem professionellen Theater entwickelt. Mitlaufend wurden immer wieder junge Schauspielanwärter unterrichtet und in den Probenprozess eingebunden, um so den eigenen Schauspielernachwuchs zu sichern. Aus diesem Modell heraus entstand in den folgenden Jahren eine immer professionellere Ausbildung und letztendlich die Gründung der Schauspielschule Schauspielhaus Salzburg.

## Ausbildung
Die Ausbildung dauert dreieinhalb Jahre und ist kostenlos.
Sie basiert auf dem Eleven-System, welches die Schüler vom ersten Ausbildungsjahr an aktiv in den Theaterbetrieb einbindet. Die Schauspielschule Schauspielhaus Salzburg ist eine der wenigen Schauspielschulen im deutschsprachigen Raum, die noch in diesem System ausbildet. Dies beinhaltet unter anderem regelmäßige Spieleinsätze (Kinder-, Jugend- sowie Abendstück) ab dem zweiten Ausbildungsjahr. Dadurch bekommen die Schüler die Möglichkeit, im Unterricht gelerntes zeitnah auf der Bühne umzusetzen und mit professionellen Schauspielkollegen sowie unterschiedlichen Regisseuren zu arbeiten.
Die Schauspielausbildung orientiert sich unter anderem an den Theatermethoden von Konstantin Stanislawski, Bertolt Brecht und Sanford Meisner. Durch regelmäßige Kontrollen bei der Paritätischen Prüfungskommission in Wien anhand von Eignungs-, Kontroll- und Reifeprüfung ist ein professioneller Standard der Ausbildung gewährleistet.

### Ausbildungskosten
Es ist keine Schulgebühr zu entrichten, jedoch wird das Spielen der Vorstellungen als Teil des Unterrichts und der Ausbildung nicht finanziell entlohnt.

### Ausbildungsdauer
Die Ausbildung dauert dreieinhalb Jahre, wobei ein Schuljahr jeweils von September bis Juni geht. Das erste Jahr, welches auch als Probejahr angesehen wird, fängt nach Absprache mit den Studenten schon im April an.

## Aufnahme
Das Aufnahmeverfahren gliedert sich in zwei Runden. Nach der Bewerbung über die Homepage der Schule wird ein Vorsprechtermin vereinbart. Zu diesem sind verschiedene Monologe sowie ein Lied vorzubereiten. Alle Bewerber, die diese Runde erfolgreich bestanden haben, werden zur zweiten Runde eingeladen, welche ein paar Monate vor Studienbeginn angesetzt wird. An diesem Tag besuchen die Bewerber als Gruppe und einzeln einige Unterrichte. Danach findet ein nochmaliges Vorsprechen vor der Schule statt, nach welchem alle ein individuelles Feedback mit dem jeweiligen Endergebnis bekommen.

## Unterricht
Der Unterricht findet je nach Unterrichtsfach in Gruppen oder einzeln statt. Damit die Dozenten individuell auf die Bedürfnisse jedes einzelnen Schüler eingehen können, werden pro Jahrgang nicht mehr als sechs Schüler aufgenommen.
Zu den Unterrichten zählen unter anderem:
- Rollenstudium
- Szenenstudium (sowie pro Jahrgang ein szenisches Gruppenprojekt)
- Atem-, Stimm- und Sprechtraining
- Gesang
- Körperarbeit und Bewegungstraining (u. a. Spiraldynamik, Feldenkrais)
- Schauspielgrundlagen
- Improvisation
- Tanz
- Akrobatik
- Bühnenkampf
- Aikido
- Theatertheorie

Zudem gibt es verschiedene Workshops, z. B. Mikrofonsprechen, Selbstvermarktung und Marketing im Beruf, Vertiefung verschiedener Schauspielmethoden etc. Außerdem gibt es für die Schüler nach Absprache mit den Regisseuren des Schauspielhauses Salzburg die Möglichkeit, bei Proben der aktuellen Produktionen zuzuschauen oder sogar aktiv durch eine Regieassistenz teilzunehmen.